# William Benjamin Robinson

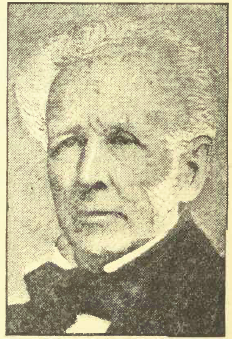
William Benjamin Robinson

William Benjamin Robinson (* 22. Dezember 1797 in Kingston, Ontario; † 18. Juli 1873 in Toronto, Ontario) war ein kanadischer Pelzhändler und Politiker.

## Leben
William Benjamin wurde in Kingston als Sohn der Loyalisten Christopher Robinson und Esther Sayre geboren. Er war der jüngste von drei Brüdern. Kurz nach der Geburt zog die Familie nach York. Ein Jahr nach Robinsons Geburt verstarb sein Vater. Robinsons Mutter blieb mit ihm und seinen beiden älteren Brüdern Peter und John Beverly in York in ärmlichen Zuständen zurück, bis sie 1802 den Minenbesitzer und Händler Elisha Beman heiratete. Den Großteil seiner Jugend verbrachte Robinson in Newmarket.
William Benjamin Robinson übernahm die Geschäfte von seinem Stiefvater und heiratete am 5. Mai 1822 Elizabeth Ann Jarvis, die Tochter des Ministers von Oberkanada. 1833 zogen sie nach Holland Landing. Robinson stieg in den Pelzhandel ein und unterhielt zwei Handelsposten in der Provinz Muskoka, auf der Insel Yoho und an der Georgsbucht. Durch seinen Handel mit den kanadischen Indianern, den First Nations, bekam er mit der Zeit einen guten Ruf unter den Indianern.
Nach einer misslungenen Wahl 1828 wurde er 1830, 1834 und 1836 in die Legislative von Simcoe County gewählt. 1833 war er zusammen mit den Kommissionsmitgliedern Absolom Shade und John Macaulay damit betraut, die Arbeiten am Wellandkanal zu überwachen. Für diesen Dienst zog er von 1837 bis 1843 nach St. Catharines. 1841 verlor er seinen Sitz in der Legislative an Elmes Steele, die beiden lieferten sich einen erbitterten Wahlkampf.
1843 gelang es ihm mit Häuptling William Yellowhead ein Abkommen zu schließen, den ersten nach ihm benannten Robinson Treaty. 700 Acre Land von Simcoe wurden für die Anishinabe vom Lake Simcoe zurückgehalten. Von 1844 bis 1854 war er wieder als Politiker für Simcoe tätig. 1844 wurde er Generalinspektor der Regierung William Henry Drapers, trat jedoch ein Jahr später im Streit um die Einrichtung einer „University of Upper Canada“ zurück, was ihm viel Lob in der Presse einbrachte. Nachdem  der Gesetzentwurf zur „University of Upper Canada“ ganz nach Robinsons Wünschen gescheitert war, nahm er seinen alten Posten nicht zurück und wurde stattdessen „Chief Commissioner of Public Works“, ein Amt, das er bis 1848, zur Regierungszeit der Reformminister  Robert Baldwin und Louis-Hippolyte La Fontaine bekleidete.
Nachdem er sich aus Opposition zur Regierung von seinem Posten zurückgezogen hatte, wurde ihm der Auftrag erteilt, mit den Indianern neue Verträge auszuhandeln. Am 7. September 1850 übergaben die Anishinabe vom Lake Superior den Einwanderern das Land von Batchawana Bay bis zum Pigeon River. Zwei Tage später am 9. September, verzichteten die Anishinabe des Huronsees auf ihre Ansprüche für das Gebiet von Batchawana Bay und Penetanguishene.
1854 bekleidete er einen von zwei Sitzen für Simcoe Country, wurde aber 1857 im Wahlkampf geschlagen und trat nicht mehr an. Nachdem seine Frau 1865 gestorben war, lebte er zwei Jahre im Ausland, kehrte aber 1867 nach Toronto zurück und lebte dort bis zu seinem Tod am 18. Juli 1873.